# Райчинець Василь Федорович
Васи́ль Фе́дорович Райчине́ць (19 жовтня 1952, с. Поляна, Свалявський район — 4 липня 2020, Свалява) — старший єпископ Союзу вільних церков християн євангельської віри України, голова Всеукраїнської Ради Церков (з 1 січня 2020 р.). Кавалер «Ордена князя Ярослава Мудрого» V ступеня.

## Біографія
Народився 19 жовтня 1952 р. в с. Поляна Свалявського району Закарпатської області. Василь Райчинець помер в Свалявській лікарні в суботу, 4 липня 2020 р. Причина смерті — розрив тромбу.

## Діяльність
У 1979 р. вступив до Московських заочних біблійних курсів, де навчався до 1983 р.
З 1987 р. — пастор церкви ХЄВ с. Поляна.
У 1991—2001 рр. — заступник старшого пресвітера Союзу вільних церков християн євангельської віри України.
З 1994 р. старший пресвітер Закарпатського об'єднання Союз вільних церков християн євангельської віри України (СВЦХЄВУ).
В 1995 році на черговому З'їзді Союзу ВЦХЄВ Василя Федоровича Райчинця було обрано Старшим Єпископом Союзу.
1996—2006 рр. — голова Союзу вільних церков ХЄВУ.
З 2001 р. член Всеукраїнської Ради Церков та правління Українського Біблійного Товариства.
З 2005 по 2014 голова правління Української євангельської теологічної семінарії.
У листопаді 2010 року на конференції Міжнародної Асамблеї Християн Віри Євангельської був обраний Президентом МАХВЄ.
З 1 січня 2020 — головуючий у Всеукраїнській Раді Церков.

## Сімейний стан
Одружений, виховував 6 дітей.
Син Райчинець Анатолій Васильович — заступник генерального секретаря Українського Біблійного Товариства.

## Нагороди
23 липня 2008 року указом Президента України № 665/2008 нагороджений орденом князя Ярослава Мудрого V ступеня.